# Chitarrone
Chitarrone (kitaron) – rodzaj lutni. Strunowy szarpany instrument muzyczny, popularny od XVI do XVIII wieku. 
Jest typem arcylutni; ma szyjkę długości ok. 120 cm, i korpus lutni. Posiada struny melodyczne (1 pojedyncza i 5 podwójnych) oraz struny basowe w liczbie 5–8. Instrument ten miał szerokie możliwości gry akordowej (wielogłosowej). Wykorzystywany do akompaniamentu przy utworach wokalnych i kameralnych jako instrument realizujący basso continuo.
Był prawdopodobnie pierwszą skonstruowaną arcylutnią. Powstał we Włoszech. Ma wysokość dorosłego człowieka. Komora kołkowa nie jest w nim odgięta, jak w klasycznej lutni, lecz prosta, przechodząca w znacznie wydłużoną szyjkę zakończoną drugą komorą kołkową dla strun burdonowych (5–8 sztuk). Michael Praetorius wyróżnił trzy główne rodzaje chitarrone: padewski (długości ok. 215 cm, z ośmioma parami strun melodycznych), rzymski (długości ok. 185 cm, z sześcioma parami strun melodycznych) oraz boloński (z metalowymi strunami).